# Netrocerocora quadrangula
Netrocerocora quadrangula là một loài bướm đêm trong họ Noctuidae.